# Raffaele Mertes
Raffaele Mertes (Roma, 8 luglio 1959) è un regista televisivo e direttore della fotografia italiano.

## Biografia
Come direttore della fotografia ha lavorato con registi come Dario Argento e Michele Soavi, come regista ha diretto svariate fiction televisive. Oltre ad alcune produzioni di breve serialità di genere religioso, ha diretto anche serie lunghe come Carabinieri e Le tre rose di Eva.

## Filmografia

### Regista
- Ester – film TV (1999)
- Giuseppe di Nazareth – film TV (1999)
- Maria Maddalena – film TV (2000)
- Giuda – film TV (2001)
- Tommaso – film TV (2001)
- San Giovanni - L'apocalisse – film TV (2002)
- Carabinieri – serie TV  (2002-2008)
- La sacra famiglia – miniserie TV  (2006)
- Questa è la mia terra  – serie TV (2006, 2008)
- Angeli e diamanti – miniserie TV  (2011)
- Un amore e una vendetta – serie TV (2011)
- Le tre rose di Eva – serie TV (2012-2013, 2015, 2017)
- Solo per amore – serie TV (2015-2017)
- Fragili – miniserie TV (2023)

### Direttore della fotografia
- Delirio di sangue (1988)
- il senso della vertigine (1990)
- La setta (1991)
- Trauma (1993)
- Libera (1993)
- La corsa dell'innocente, regia di Carlo Carlei (1993)
- RDF - Rumori di fondo, regia di Claudio Camarca (1996)
- Salomone, regia di Roger Young (1997)
- Frigidaire - Il film, regia di Giorgio Fabris (1998)
- La seconda moglie (1998)